# Мутульское царство
Муту́льское ца́рство, Муту́ль — государство древних майя в центральной части современного департамента Петен (Гватемала). Существовало в I—IX вв. н. э.
Население: классические майя.
Столица: Мутуль или Йаш-Мутуль (современное городище Тикаль). Д. Д. Беляевым в 2011 г. предложено другое чтение иероглифа, которым записано древнее название города — 'Кукуль', но оно не общепринято.

## Происхождение и ранняя история
Поселение на месте Тикаля, по археологическим данным, появилось около 350 г. до н. э. Первым правителем Мутульского царства позднейшие надписи называют Яш-Эб-Шока, жившего, по подсчётам современных исследователей, в середине I в. н. э. Он происходил из «Холмов Агавы» — полулегендарной прародины, откуда вели своё происхождение также правители Канульского царства, Пачана (Яшчилана) и первая династия правителей Копана. «Холмы Агавы» обычно отождествляют либо с гигантским предклассическим городским центром Эль-Мирадор к северу от Тикаля, либо с также очень крупным раннегородским поселением Каминальхуйу (в черте современного Гватемала-Сити).
От Яш-Эб-Шока до третьей четверти IV в. до н. э. в Мутуле правили 14 царей. При последнем из них, Чак-Ток-Ичаке II (360?—378) город был крупнейшим и наиболее процветающим культурным и политическим центром майяских низменностей.

## Теотиуаканское завоевание. Эпоха «нового порядка»
В январе 378 г. Мутуль был захвачен отрядом войск из центральномексиканского Теотиуакана (в майяских текстах этот город называется Витенаах или Хонохвиц) во главе с полководцем Сиях-Каком. Чак-Ток-Ичак I погиб, на мутульский престол был возведен малолетний сын теотиуаканского правителя Яш-Нун-Айин I. В это время в городе происходят существенные изменения: старые памятники уничтожаются или переносятся на окраины, на новых появляются персонажи в центральномексиканской одежде и вооружении, теотиуаканские божества. Американская исследовательница К. Коггинс назвала эти изменения «новым порядком».

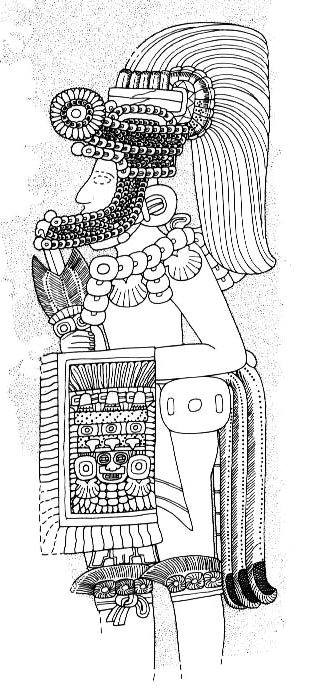
Йаш Ну’н Ахиин I. Стела 31 из Тикаля

Помимо Мутуля-Тикаля центральномексиканские завоеватели установили господство над большей частью Петена: следы их владычества известны в Вашактуне, Наачтуне, Рио-Асуль. В 427 г. при поддержке теотиуаканцев Яш-Кук-Мо из Хуш-Вица (Караколь) установил свою власть над Хуш-Витик (Копанская долина в западном Гондурасе).
Впрочем, выходцы из Теотиуакана достаточно быстро ассимилировались, и уже в правление Сиях-Чан-Кавиля II (411—456) майяские традиции вновь становятся господствующими в Тикале.
Царствование  Сиях-Чан-Кавиля II и его преемников, Кан-Ака (456 — ок. 486) и Чак-Ток-Ичака III (ок. 486—508) было временем политической гегемонии Мутуля в Петене, его войска достигали верхней Усумасинты, в 150 км от столицы, в самом городе шло оживленное строительство, регулярно создавались крупные каменные монументы.

## Падение гегемонии Мутуля. Среднеклассический «пробел»
После смерти Чак-Ток-Ичака III в Мутуле начинаются какие-то внутренние неурядицы: сын царя оказывается отстраненным от власти и, возможно, покидает столицу, три года в городе вообще нет правителя, затем на престол возводится малолетняя девочка, Иш-Йокин, вступающая в брак с одним из полководцев; о следующем правителе сведений почти совсем не сохранилось. Только в 537 г. к власти приходит Вак-Чан-Кавиль, называющий себя сыном Чак-Ток-Ичака III.
Межде тем, на севере Петена у Мутульского царства появился соперник в лице Канульских владык. Вмешавшись в конфликт между Мутулем и Ошуица (Караколь), в апреле 563 г. Канульский владыка Ут-Чаналь при поддержке каракольцев нанёс сокрушительное поражение Вак-Чан-Кавилю. Неприятели, вероятно, взяли и разгромили и его столицу: многие раннеклассические памятники Тикаля разбиты или обезображены. Мутуль утратил роль ведущей политической силы майяских низменностей, в городе в течение 129 последующих лет не было создано ни одного монументального памятника. В литературе этот период истории Мутуля-Тикаля получил название hiatus («пробел»).

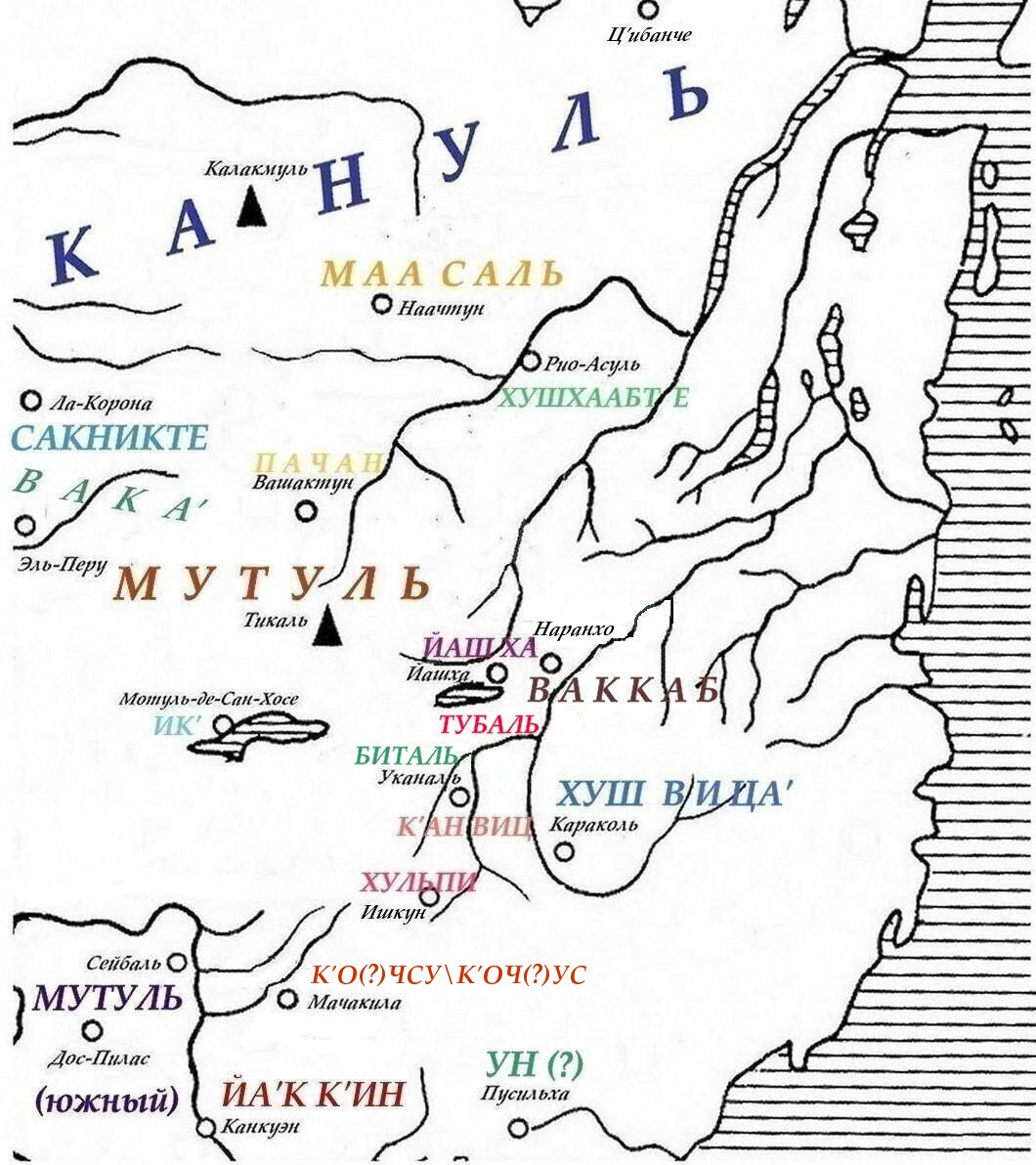
Карта Мутуля

## «Братская война»
В первые десятилетия VII в., судя по материалам царских погребений, экономическое положение Мутульского царства стабилизировалось. Однако, примерно со второй половины 640-х гг. оно оказалось вовлеченным в длительную войну, в центре которой стоял правитель Дос-Пилас (в 100 км юго-западнее Тикаля) Балах-Чан-Кавиль. Он также именовал себя «священным Мутульским владыкой», а его отец, Кинич-Муван-Холь II, был, по всей вероятности, правителем Тикаля, изгнанным около 634 г. из своего царства. Балах-Чан-Кавиль нашёл поддержку со стороны Канульского владыки Юкном-Чена II (636—686) и с его помощью начал борьбу за власть над Мутулем. Война шла с переменным успехом. В 648 г. в ней погиб владыка Мутуля Ламнаах К’авииль, в 657 г. другой тикальский царь, Нун-Холь-Чак I, вынужден был бежать из столицы. В 672—675 гг. последний перешел в наступление, и Балах-Чан-Кавиль в свою очередь должен был бежать из Дос-Пиласа. В 679 г. Нун-Холь-Чак потерпел поражение и, вероятно, погиб. По мнению С. Гюнтера, Тикалем-Мутулем на некоторое время овладел Балах-Чан-Кавиль. Впрочем, даже если это и произошло, удержаться в городе он не смог — в мае 682 г. правителем Мутуля стал Хасав-Чан-Кавиль I, сын Нун-Холь-Чака I.

## Возрождение могущества Мутульского царства в VIII в
Хасав-Чан-Кавиль I с начала правления заявил о себе как о продолжателе традиций мутульского великодержавия. С 692 г. он восстановил обычай сооружения крупных каменных монументальных памятников, а в следующем начал войну против Вак-Каб (Наранхо), где от имени малолетнего сына правила дочь Балах-Чан-Кавиля. В войну на стороне Наранхо вмешался Канульский владыка Юкном-Йичак-Как, битва с которым произошла 5 августа 695 г. Хасав-Чан-Кавиль I одержал в ней полную победу, Юкном-Йичак-Как был, по всей вероятности, ранен и вскоре умер. Безраздельному господству Канульских владык в Петене был положен конец. В зависимость от Мутульских владык попал ряд соседних городов (Маасаль-Наачтун — к северу, Мотуль-де-Сан-Хосе (столица царства Ик') — на юге, Йашха — на востоке). В столице Хасав Чан К’авииль I вёл оживленное строительство: были сооружены три комплекса парных «пирамид-близнецов», площадка для игры в мяч, а также три гигантские пирамиды: «Храм VI» (высотой 57 м), «Храм II» (38 м) и «Храм I» (45 м); под пирамидой последнего Хасав-Чан-Кавиль I был похоронен.

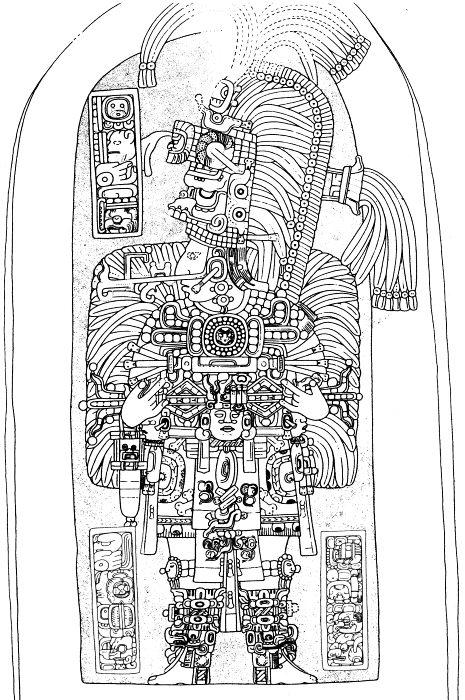
Хасав-Чан-Кавиль I. Стела 16 из Тикаля.

Следующий Мутульский владыка, Икин-Чан-Кавиль (правил с 734 г.), продолжал политику отца. Не позже 736 года он нанёс ещё одно тяжёлое поражение Канульскому царству, его правитель был взят в плен и, вероятно, убит в Тикале, в 743 г. было нанесено поражение Вака’ — Эль-Перу, в 744—748 гг. — разгромлено крупное царство Вак-Каб — Наранхо. Икин-Чан-Кавиль продолжал монументальное строительство: в частности, был создан ещё один комплекс «пирамид-близнецов», построено наибольшее сооружение майя Классического периода: «Храм IV» (высотой 64 м) и начато строительство «Храма VI» (24 м), произведена перестройка царского дворца. Город Мутуль достиг при нём максимальных размеров, его население составляло не менее 45 тысяч жителей.

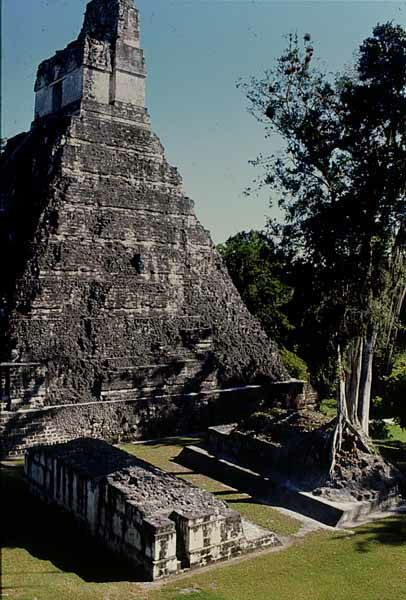
«Храм I» и площадка для игры в мяч в Тикале. Современный вид.

Процветание (по крайней мере, внешнее) Мутуля продолжалось и при двух следующих правителях: неизвестном по имени 28-м тикальском царе и Яш-Нун-Айине II.

## Упадок и гибель Мутульского царства
С конца VIII в. в Мутуле-Тикале проступают признаки кризиса, охватившего общество классических майя и оказавшегося для него фатальным. Резко сокращается каменное строительство, прекращается создание монументальных изваяний. Сведения о правителях Мутуля IX в. неопределённы и фрагментарны (известно только, что с 794 по 869 г. их сменилось десять). После поражения, понесенного в 817 г. от коалиции Хушвица (Караколя) и Канвица (Уканаль), где появляется правитель с немайяским именем Папамалиль, в Мутуле прекращается сооружение каменных монументов. Титулы «Мутульский владыка» и «кало’мте» («император») появляются на памятниках правителей мелких селений по соседству с прежней столицей, что, кажется, указывает на распад государства.
Последний датированный каменный памятник Мутуля — «стела 11» — был сооружён в 869 г. правителем по имени Хасав-Чан-Кавиль II. Однако, это единственное упоминание о нём, указывающее, скорее всего, на неудачную попытку реставрации мутульской государственности.
Какое-то население, строившее хижины посреди покинутых дворцов, перетаскивавшее с места на место старинные изваяния и промышлявшее грабежом могил, сохранялось в Мутуле до начала XI в., а затем и оно исчезло.
От прежней державы осталось только название городка Мотуль-де-Сан-Хосе на северном берегу озера Петен-Ица.

## Священные Мутульские владыки в Мутуле (Тикаль)
Владыка | Годы
- Яш-Эб-Шок (ок. 50 — ок. 75)
- 7 неизвестных царей
- Чак-Ток-Ичак I (? — 292)
- Кинич-Эб-Шок (после 292 — ранее 317)
- Сиях-Чан-Кавиль I
- Иш-Уне-Балам
- Кинич-Муван-Холь I (после 317—359)
- Чак-Ток-Ичак II (360—378)
- Яш-Нун-Айин I (378—406)
- Сиях-Чан-Кавиль II (411—457)
- Кан-Ак (458 — ранее 488)
- Чак-Ток-Ичак III (до 488—508)
- неизвестный царь (междуцарствие?) (508—511)
- Иш-Йокин (511 — после 527)
- Каломте-Балам (516 — после 527)
- Чак-Ток-Ичак IV (между 527 и 537)
- Вак-Чан-Кавиль (537—562)
- Кинич-Эт (562 — ?)
- 23-й царь Тикаля
- Кинич-Муван-Холь II (после 628 — до 634)
- Нун-Холь-Чак I (после 648—679)
- Балах-Чан-Кавиль
- Хасав-Чан-Кавиль I (682—734)
- Икин-Чан-Кавиль (734—761?)
- 28-й царь Тикаля (761? — 768)
- Яш-Нун-Айин II (768 — после 794)
- Юкном-Чен (ок. 790 — после 810)
- Нуун-Ухоль-Кинич (между 794 и 810)
- Нуноом-Чеен (уп. 810)
- Нун-Холь-Чак II (? — 820)
- Хун-Неналь-Кавиль
- О-Сак-Хеев-Чан-Кавиль
- Хасав-Чан-Кавиль II (до 869 — после 889)